# Krystyna Usarek

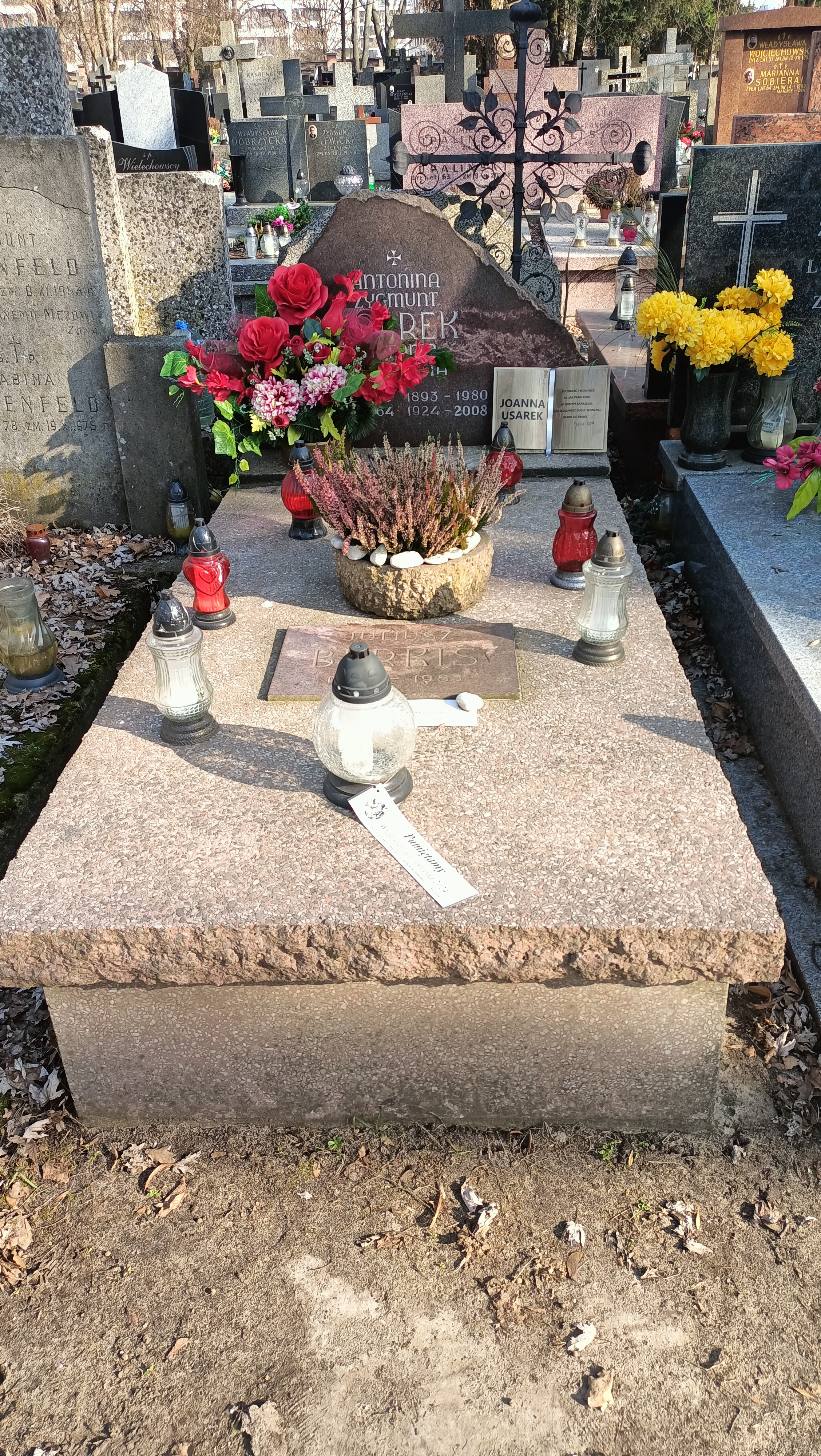
Grób Krystyny Usarek na Cmentarzu Bródnowskim w Warszawie

Krystyna Usarek (ur. 24 maja 1924, zm. 12 września 2008) – polska dziennikarka.

## Życiorys
Pochodziła z rodziny nauczycielskiej. Ojciec Leon Zygmunt Usarek był nauczycielem historii i dyrektorem Liceum im. Władysława IV. Po wybuchu II wojny światowej kontynuowała naukę w ramach tajnych kompletów. W 1944 została aresztowana wraz z całą rodziną osadzona na Pawiaku, a następnie deportowana wraz z matka i ciotką do obozu koncentracyjnego Ravensbrück, skąd później skierowano ją do przymusowej pracy w Hotelu Graf Zeppelin w Stuttgarcie.
Po wojnie powróciła do Warszawy. Ukończyła studia prawnicze jeszcze w trakcie, których podjęła pracę spikerki w Polskim Radiu. Była związana między innymi z działem reportażu w Redakcji Literackiej Polskiego Radia w Warszawie. Była twórczynią cenionych reportaży radiowych.
Usarek była członkinią Międzynarodowego Komitetu Ravensbrück, a także przez wiele lat związana była z Akcją Pojednania na Rzecz Pokojowego Współistnienia. Polskie Radio poświęciło jej między innymi słuchowisko z cyklu Perły Reportażu Polskiego Radia. Pochowana na cmentarzu Bródnowskim w Warszawie (kwatera 108G-6-22).